# Senatus consultum Silanianum
Il Senatus consultum Silianianum è un Senatus consultum del 10 d. C..

## Descrizione del provvedimento
Il provvedimento in oggetto disciplinava il caso della morte violenta od in circostanze non chiare del Dominus, ovverosia del padrone di uno o più schiavi, nella propria abitazione.
In una simile circostanza, tutti gli schiavi dovevano essere obbligatoriamente interrogati; sarebbero stati interrogati e torturati anche fino alla morte se necessario.
L'interrogatorio doveva avvenire prima dell'apertura della successione, che avrebbe potuto disporre affrancazioni con conseguente inapplicabilità della presente procedura.